# Сук, Липот
Липот Сук (венг. Szuk Lipót, нем. Leopold Suck; 1818 или 1821 — 18 апреля 1897 года) — венгерский виолончелист и композитор, один из основоположников национальной исполнительской школы.
В 1853—1884 гг. концертмейстер виолончелей в оркестре Филармонического общества и оркестре Национального театра, один из ведущих преподавателей виолончели в Будапеште. Выступал также как ансамблист, в том числе в 1850-е гг. в струнном квартете Давида Ридли-Коне. Автор многочисленных пьес для виолончели, в значительной степени основанных на музыке венгерских народных песен.
Дочь и ученица Сука, виолончелистка Роза Сук (венг. Szuk Róza; 1844—1921) с успехом концертировала с 14-летнего возраста в Будапеште, Вене, Бухаресте, Париже, Амстердаме, Гамбурге, в том числе с сочинениями своего отца; в 1868 году вышла замуж за Шандора Матлековица, впоследствии видного венгерского экономиста и политика, и оставила профессиональную карьеру.